# 파스토구

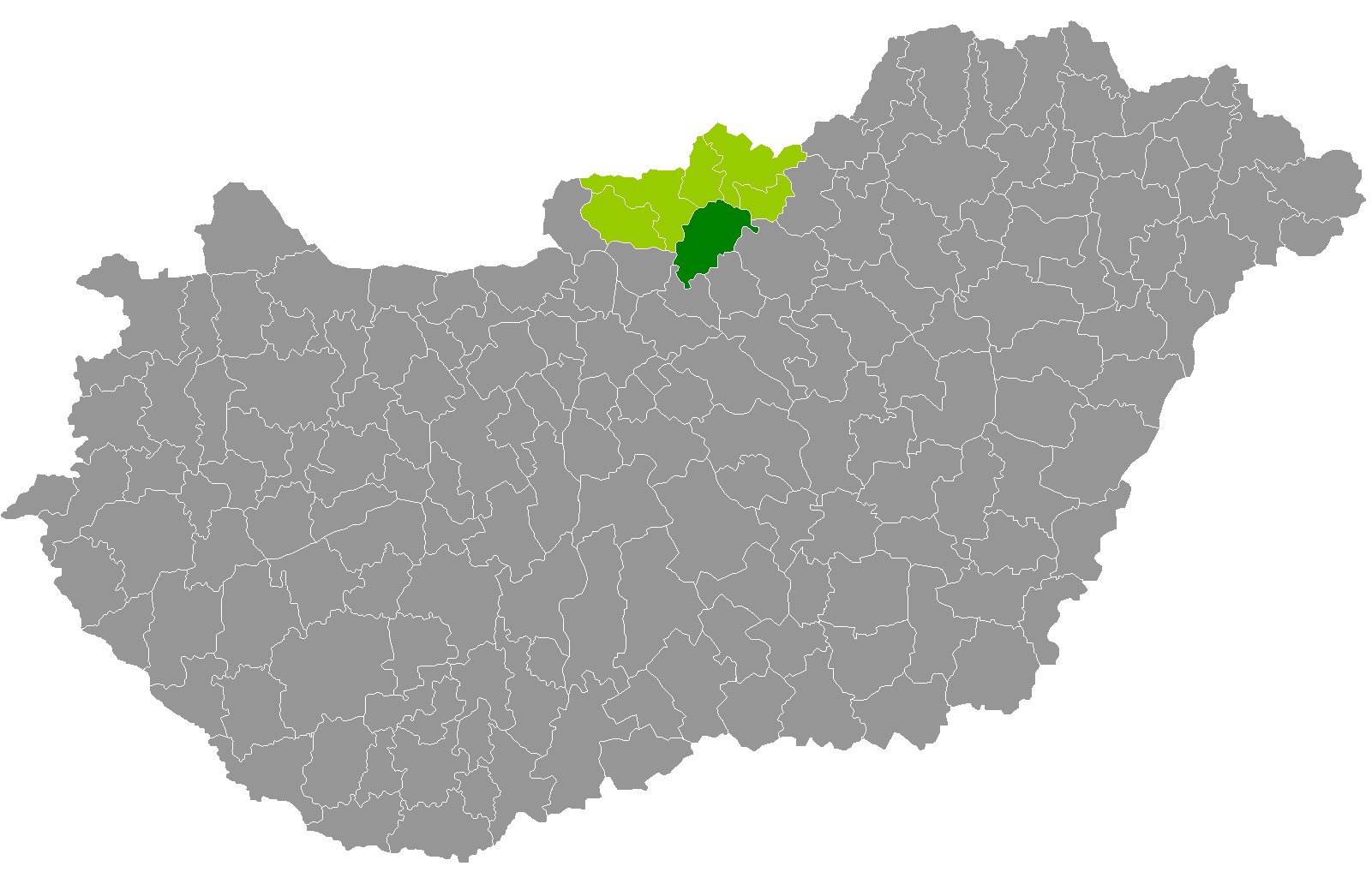
노그라드주 지도에 표시된 파스토구의 위치

파스토구(헝가리어: Pásztói járás)는 헝가리 노그라드주에 위치한 구로 구청 소재지는 파스토이며 면적은 551.56km2, 인구는 31,729명(2011년 기준), 인구 밀도는 58명/km2이다.
북쪽으로는 세체니구, 셜고터랸구, 바토니테레네구, 동쪽으로는 헤베시주 죈죄시구, 허트번구, 남쪽으로는 페슈트주 어쇼드구, 서쪽으로는 벌러셔저르머트구, 페슈트주 바츠구와 접한다. 26개 지방 자치체(1개 시, 25개 마을)를 관할한다.

구 문장